# Växjö valkrets
Växjö valkrets var en egen valkrets med ett mandat vid riksdagsvalen till andra kammaren åren 1896-1905. 
Staden tillhörde i valet 1884 Växjö, Eksjö, Vimmerby och Borgholms valkrets, vid valen 1887-1893 Växjö och Oskarshamns valkrets. I valet 1896 var staden en egen valkrets, för att 1908 övergå till Växjö och Eksjö valkrets. Området ingår numera i Kronobergs läns valkrets.

## Riksdagsmän
- Frithiof Ohlsson, lmp (1897–1899)
- Gustaf Sundberg (1900-1902)
- Klas Hugo Bergendahl, mod r 1903–1905, nfr 1906 (1903-1906)
- Alfred Fornander (1907–1908)

## Valkrets

### 1896
| Andrakammarvalet i Sverige 1896: Växjö valkrets | Andrakammarvalet i Sverige 1896: Växjö valkrets | Andrakammarvalet i Sverige 1896: Växjö valkrets | Andrakammarvalet i Sverige 1896: Växjö valkrets | Andrakammarvalet i Sverige 1896: Växjö valkrets |
| Kandidat                                        | Kandidat                                        | Röster                                          | Röster                                          | Röster                                          |
| Kandidat                                        | Kandidat                                        | Antal                                           | %                                               | +− %                                            |
| ----------------------------------------------- | ----------------------------------------------- | ----------------------------------------------- | ----------------------------------------------- | ----------------------------------------------- |
|                                                 | Frithiof Ohlsson                                | 207                                             | 61,8                                            |                                                 |
|                                                 | Alfred Fornander                                | 128                                             | 38,2                                            |                                                 |
| Antal giltiga röster                            | Antal giltiga röster                            | 335                                             |                                                 |                                                 |
| Kasserade röster                                | Kasserade röster                                | 2                                               |                                                 |                                                 |
| Totalt                                          | Totalt                                          | 337                                             |                                                 |                                                 |

### 1899
| Andrakammarvalet i Sverige 1899: Växjö valkrets | Andrakammarvalet i Sverige 1899: Växjö valkrets | Andrakammarvalet i Sverige 1899: Växjö valkrets | Andrakammarvalet i Sverige 1899: Växjö valkrets | Andrakammarvalet i Sverige 1899: Växjö valkrets |
| Kandidat                                        | Kandidat                                        | Röster                                          | Röster                                          | Röster                                          |
| Kandidat                                        | Kandidat                                        | Antal                                           | %                                               | +− %                                            |
| ----------------------------------------------- | ----------------------------------------------- | ----------------------------------------------- | ----------------------------------------------- | ----------------------------------------------- |
|                                                 | Gustaf Sundberg                                 | 187                                             | 57,2                                            |                                                 |
|                                                 | H. Andersson                                    | 119                                             | 36,4                                            |                                                 |
|                                                 | Övriga kandidater                               | 21                                              | 6,4                                             | —                                               |
| Antal giltiga röster                            | Antal giltiga röster                            | 327                                             |                                                 |                                                 |
| Kasserade röster                                | Kasserade röster                                | 1                                               |                                                 |                                                 |
| Totalt                                          | Totalt                                          | 328                                             |                                                 |                                                 |

### 1902
| Andrakammarvalet i Sverige 1902: Växjö valkrets | Andrakammarvalet i Sverige 1902: Växjö valkrets | Andrakammarvalet i Sverige 1902: Växjö valkrets | Andrakammarvalet i Sverige 1902: Växjö valkrets | Andrakammarvalet i Sverige 1902: Växjö valkrets |
| Kandidat                                        | Kandidat                                        | Röster                                          | Röster                                          | Röster                                          |
| Kandidat                                        | Kandidat                                        | Antal                                           | %                                               | +− %                                            |
| ----------------------------------------------- | ----------------------------------------------- | ----------------------------------------------- | ----------------------------------------------- | ----------------------------------------------- |
|                                                 | Klas Hugo Bergendahl                            | 220                                             | 63,8                                            |                                                 |
|                                                 | E. Agnér                                        | 60                                              | 17,4                                            |                                                 |
|                                                 | H. Andersson                                    | 59                                              | 17,1                                            | ▼19,3                                           |
|                                                 | Övriga kandidater                               | 6                                               | 1,7                                             | —                                               |
| Antal giltiga röster                            | Antal giltiga röster                            | 345                                             |                                                 |                                                 |
| Kasserade röster                                | Kasserade röster                                | 1                                               |                                                 |                                                 |
| Totalt                                          | Totalt                                          | 346                                             |                                                 |                                                 |

### 1905
| Andrakammarvalet i Sverige 1905: Växjö valkrets | Andrakammarvalet i Sverige 1905: Växjö valkrets | Andrakammarvalet i Sverige 1905: Växjö valkrets | Andrakammarvalet i Sverige 1905: Växjö valkrets | Andrakammarvalet i Sverige 1905: Växjö valkrets |
| Kandidat                                        | Kandidat                                        | Röster                                          | Röster                                          | Röster                                          |
| Kandidat                                        | Kandidat                                        | Antal                                           | %                                               | +− %                                            |
| ----------------------------------------------- | ----------------------------------------------- | ----------------------------------------------- | ----------------------------------------------- | ----------------------------------------------- |
|                                                 | Klas Hugo Bergendahl                            | 361                                             | 72,1                                            | ▲8,3                                            |
|                                                 | E. Agnér                                        | 137                                             | 27,3                                            | ▲9,9                                            |
|                                                 | Övriga kandidater                               | 3                                               | 0,6                                             | —                                               |
| Antal giltiga röster                            | Antal giltiga röster                            | 501                                             |                                                 |                                                 |
| Kasserade röster                                | Kasserade röster                                | 0                                               |                                                 |                                                 |
| Totalt                                          | Totalt                                          | 501                                             |                                                 |                                                 |